# عبدالرزاق سنهوری
عبدالرزاق سَنهوری (۱۸۹۵-۱۹۷۱) فقیه و شریعت‌شناس، حقوق‌دان و وکیل مصری بود. در قانون‌گذاری مدنی مصر، سوریه، عراق و اردن مشارکت داشت. از آثار او «الوسیط فی القانون المدنی» و «مصادر الحق فی الفقه الإسلامی» است.

## زندگی‌نامه
عبدالرزاق در خانواده‌ای فقیر به دنیا آمد و یتیم شد. پدر وی کارمند شورای شهرداری بود. وی گواهی دوره متوسطه خود را در سال ۱۹۱۳ به دست آورد و سپس به دانشکده حقوق پیوست.